# Ad incastro
Ad incastro è un termine utilizzato in araldica per indicare le merlature a merli trapezoidali riportate sugli stemmi.

## Esempi

Troncato ad incastro d'oro e di rosso (stemma del 106th Cavalry Regiment dell'Esercito degli Stati Uniti)
Partito ad incastro (Kurikka, Finlandia)
Bordura ad incastro (Saint-Martin-de-Coux, Francia)

## Traduzioni
- Francese: à queue d'aronde, mortaisé
- Inglese: dovetailed
- Tedesco: breitzinnenförmig
- Olandese: zwaluwstaartvormig